# Ministry of Natural Resources and Environment (Malaysia)

Logo des Ministeriums

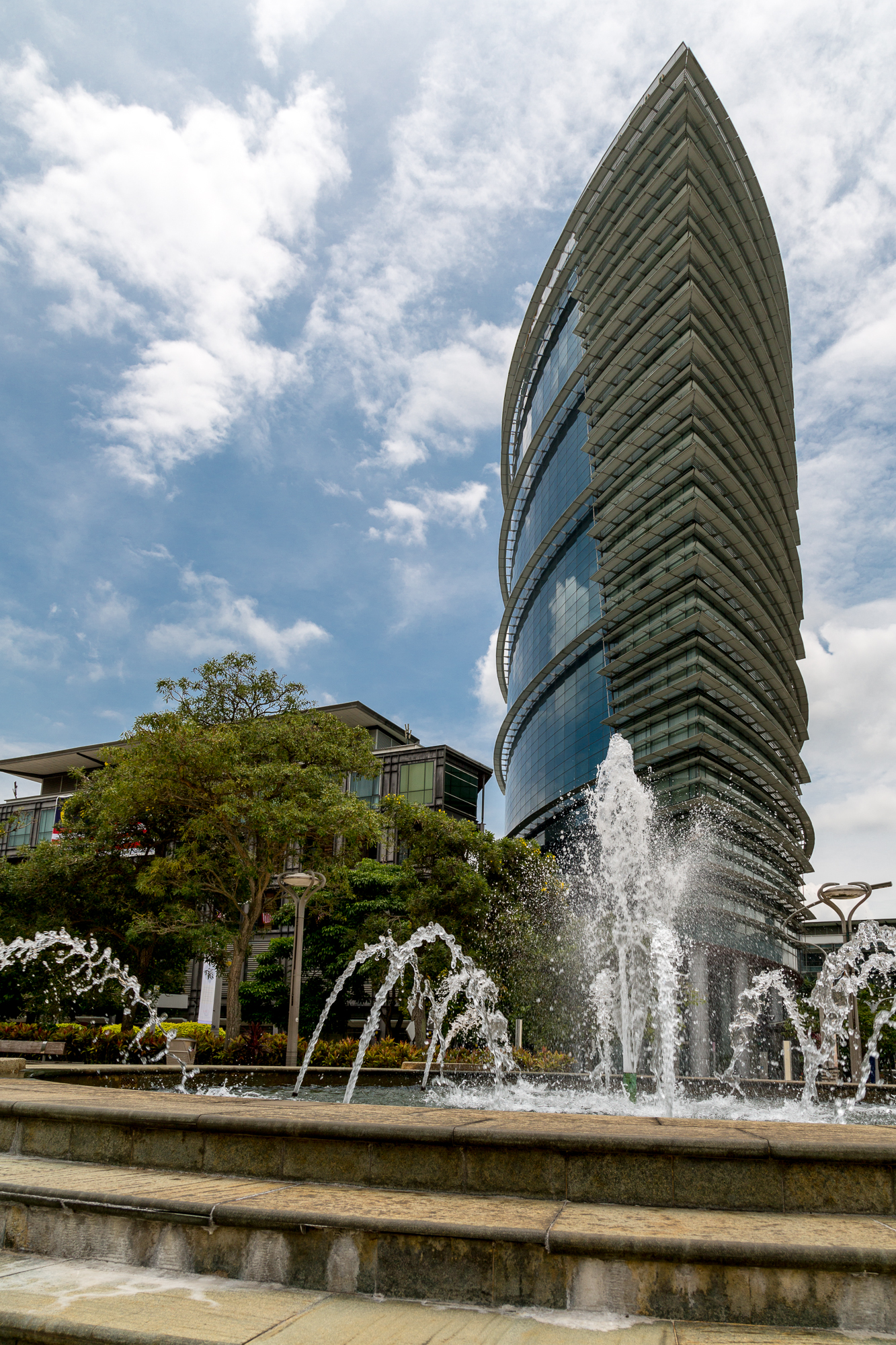
Gebäude des Ministeriums in Putrajaya

Das Ministry of Natural Resources and Environment (NRE) (malaiisch: Kementerian Sumber Asli dan Alam Sekitar; deutsch: Ministerium für Naturressourcen und Umwelt) ist ein Ministerium des Staates Malaysia. Neben der Aufsicht über die Forsten, die Gewässer und die mineralischen Ressourcen Malaysias umfasst dessen Aufgabengebiet auch die Verwaltung der diversen Naturschutzgebiete. Darüber hinaus ist hier die Landvermessung und Erstellung topographischer Kartenwerke angesiedelt.

## Geschichte
Das Ministerium wurde im Rahmen der Kabinettsneubildung nach den landesweiten Wahlen am 27. März 2004 ins Leben gerufen. Verschiedene Institutionen und Ämter, die zuvor anderen Ministerien angegliedert waren, wurden dabei dem NRE zugeordnet.
Vom damaligen Ministry of Land and Co-operative Development (KTPK) wurden folgende Institutionen angegliedert:
- Department of Director General of Lands and Mines (JKPTG),
- Department of Survey & Mapping Malaysia (JUPEM) und
- National Institute of Land and Survey (INSTUN)

Das ehemalige Ministry of Primary Industries (KPU) trat folgende Ämter aus den Bereichen Forstwirtschaft und Lagerstätten ab:
- Forestry Department Peninsular Malaysia (JPSM),
- Forest Research Institute Malaysia (FRIM) und
- Minerals and Geoscience Department Malaysia (JMG)

Das ehemalige Ministerium für Wissenschaft, Technologie und Umwelt (Ministry of Science Technology and Environment) gab die Ämter seiner Umweltsparte ab:
- Department of Environment (JAS) und
- Department of Wildlife & National Parks Peninsular Malaysia (PERHILITAN).

Das Agrarministerium (Ministry of Agriculture, MOA) verlor seine Sparte Hydrologie:
- Department of Irrigation and Drainage (JPS) und
- National Hydraulic Research Institute of Malaysia (NAHRIM).

## Aufgaben
Die Aufgaben des Ministeriums spiegeln sich in der Struktur der Hauptabteilungen wider:
- Mineral and Geoscience Division: Die Abteilung „Mineralogie und Geowissenschaften“ ist verantwortlich für die Umsetzung der gesetzlichen Vorgaben aus dem Mineral Development Act 525 (1994) und Geologi Survey Act (1974). Die von dieser Abteilung betreuten Industriebereiche umfassen hauptsächliche die Steinbruchindustrie und den Bergbau.[2]
- Biodiversity and Forestry Management Division: Die Abteilung „Biologische Vielfalt und Forsten“ ist mit dem Erhalt und der nachhaltigen Entwicklung der Forsten betraut. Sie setzt die Vorgaben der National Biodiversity Policy 1998 und der National Forestry Policy 1978 um.[3][4]
- Water Resources, Drainage and Hydrology Division: Die Abteilung „Wasservorkommen, Entwässerung und Hydrologie“ befasst sich mit allen Aspekten der Wasserwirtschaft und setzt die National Water Resources Policy um.[5]
- Land, Survey and Mapping Division: In der Abteilung „Boden, Vermessung und Kartierung“ sind sowohl die sich aus dem National Land Code (Act 56 von 1965) ergebenden Aufgaben der Verwaltung des Landbesitzes und der Landvergabe angesiedelt als auch die Aufgaben der Katastervermessung und Kartierung.[6]
- Environmental Management and Climate Change Division: Die Abteilung „Umweltmanagement und Klimawechsel“ ist mit der Umsetzung der Ziele aus der National Environmental Policy und der National Climate Change Policy betraut.[7]

## Minister
Zuständiger Minister ist seit dem 16. Mai 2013 Palanivel A/L K. Govindasamy.